# دایان (روستا)
 دایان  به عربی ( الدایان )، روستایی است در دهستان بَنی مطر از توابع استان استان صَنعاء در کشور یمن در شبه جزیره عربستان.

## جمعیت
جمعیت آن (۴۰ ) نفر (۶ خانوار) می‌باشد.